# هانس آبچ
هانس آبچ (دانمارکی: Hans Aabech؛ زادهٔ ۱ نوامبر ۱۹۴۸) بازیکن فوتبال اهل دانمارک است.

## باشگاهی
از باشگاه‌هایی که در آن بازی کرده‌است می‌توان به کلوب بروژ، دی گرافشاپ، توئنته، اشاره کرد.

## تیم ملی
وی همچنین در تیم ملی فوتبال دانمارک بازی کرده است.